# 28-я церемония «Грэмми»
28-я церемония вручения премий «Грэмми» состоялась 25 февраля 1986 года в Shrine Auditorium, Лос-Анджелес. По 3 «Грэмми» получили Фил Коллинз и оркестр Atlanta Symphony Orchestra.
Джазовая группа The Manhattan Transfer получила рекордные 12 номинаций за свой альбом Vocalese, получив в итоге 3 награды.

## Основная категория
- Запись года
  - Куинси Джонс (продюсер) & Тина Тёрнер за песню «We Are the World» в исполнении USA for Africa
- Альбом года
  - Hugh Padgham (продюсер) & Фил Коллинз за альбом «No Jacket Required»
- Песня года
  - Майкл Джексон & Лайонел Ричи (авторы) за песню «We Are the World» в исполнении USA for Africa
- Лучший новый исполнитель
  - Sade (другие номинанты: a-ha, Freddie Jackson, Katrina and the Waves, Джулиан Леннон)

## Классическая музыка

### Лучший классический альбом
- Robert Woods (продюсер), Robert Shaw (дирижёр), John Aler & en:Atlanta Symphony Orchestra & Chorus за альбом Berlioz: Requiem

## Комедия

### Лучшая комедийная запись[англ.]
- Вупи Голдберг — Whoopi Goldberg (Original Broadway Show Recording)

## Поп

### Лучшее женское вокальное поп-исполнение
- Уитни Хьюстон — «Saving All My Love for You»

### Лучшее мужское вокальное поп-исполнение
- Фил Коллинз — «No Jacket Required»

## Рок

### Лучшее женское вокальное рок-исполнение
- Тина Тёрнер — «One Of The Living»

### Лучшее мужское вокальное рок-исполнение
- Дон Хенли — «The Boys of Summer»

### Лучшее вокальное рок-исполнение дуэтом или группой
- Dire Straits — «Money for Nothing»

### Лучшее инструментальное рок-исполнение
- Джефф Бек — «Escape»

## R&B

### Лучшее женское вокальное R&B-исполнение
- Арета Франклин — «Freeway of Love»

### Лучшее мужское вокальное R&B-исполнение
- Стиви Уандер — «In Square Circle»

## Джаз

### Лучшее вокальное джазовое исполнение группой
- The Manhattan Transfer — «Vocalese»

### Лучшее инструментальное джаз-соло
- Уинтон Марсалис — «Black Codes From the Underground»

### Лучшее мужское джаз-исполнение
- Бобби Макферрин & Jon Hendricks — «Another Night in Tunisia»

## Кантри

### Лучшее женское кантри-исполнение
- Rosanne Cash — «I Don’t Know Why You Don’t Want Me»

### Лучшее мужское кантри-исполнение
- Ronnie Milsap — «Lost in the Fifties Tonight»

### Лучшее вокальное исполнение кантри дуэтом или группой[англ.]
- The Judds — «Why Not Me»

### Лучшее инструментальное исполнение кантри
- Чет Аткинс & Марк Нопфлер — «Cosmic Square Dance»

### Лучшая кантри-песня
- Jimmy L. Webb (автор) — «Highwayman» (Джонни Кэш, Вэйлон Дженнингс, Крис Кристофферсон & Вилли Нельсон)

## Музыкальное Видео

### Лучшее короткое музыкальное видео
- Tom Trbovich (режиссёр) & Quincy Jones (продюсер) — «We Are the World — The Video Event»

### Лучшее длинное музыкальное видео
- Bruce Gowers (режиссёр) & Huey Lewis and the News — «Huey Lewis & the News — The Heart of Rock 'n' Roll»